# ハーレイ・ヘイウッド

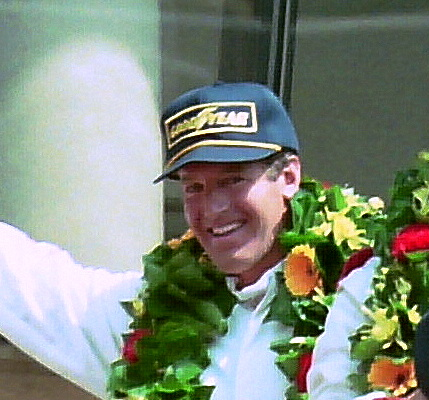
1994年ル・マン24時間表彰台でのヘイウッド

ハーレイ・ヘイウッド（Hurley Haywood, 1948年5月4日 - ）は、アメリカのレーシングドライバー。

## 経歴
ル・マン24時間レース、デイトナ24時間レース、セブリング12時間レースなどの耐久レースで活躍。ルマンでは初出場の1977年と1983年、1994年の3回の優勝を記録。デイトナでは、1973年、1975年、1977年、1979年と1991年の5回、セブリングでも1973年と1981年の2回総合優勝を記録している。デイトナでの5回の総合優勝は、スコット・プルーエットと並び2020年現在最多記録となっている。2005年にモータースポーツの殿堂入りを果たした。2019年にル・マンのグランドマーシャルに就任した。
彼は、International Race of Champions（1986、1989、1992、1995）でIMSAを4回出走。1970年、彼は軍隊に徴兵され、第164航空隊スペシャリスト4として勤務。ベトナムはサイゴン時代のことで任務を完了した後 After completing his tour of duty, he won his first IMSA GT title in 1971.、彼は1971年に最初のIMSA GTタイトルを獲得。
後のピーター・H.グレッグの死の際、ヘイウッドはBrumos自動車ディーラーでの広報担当者と幹部の間柄。
彼は、アラバマ州バーミンガム郊外のバーバーモータースポーツパークで開催されたポルシェトラックエクスペリエンスのチーフドライビングインストラクターです。パトリック・デンプシーは、ヘイウッドの生涯についてのドキュメンタリー映画『ハーリー』を制作。
2018年2月、Haywood は自叙伝Hurley：From The Beginningで同性愛者として公表した。現代のLGBTQ権利動きにおいて、ストーンウォール暴動の50年記念日、イベントを行われる2019年6月『Queerty』上で彼を「社会が、すべての風変わりな人々のための平等、受容、および威厳に接近し続けることを活動的に保証する先駆的な個人」というPride50のうちの1つと名付けた。

## レース戦績

### ル・マン24時間レース
| ル・マン24時間レース 結果 | ル・マン24時間レース 結果                                 | ル・マン24時間レース 結果                                                      | ル・マン24時間レース 結果  | ル・マン24時間レース 結果 | ル・マン24時間レース 結果 | ル・マン24時間レース 結果 | ル・マン24時間レース 結果 |
| 年                        | チーム                                                    | コ・ドライバー                                                                 | 使用車両                   | クラス                    | 周回                      | 順位                      | クラス 順位               |
| ------------------------- | --------------------------------------------------------- | ------------------------------------------------------------------------------ | -------------------------- | ------------------------- | ------------------------- | ------------------------- | ------------------------- |
| 1977年                    | マルティーニ・レーシング・ポルシェシステム                | ユルゲン・バルト ジャッキー・イクス                                            | ポルシェ・936/77           | S +2.0                    | 342                       | 1位                       | 1位                       |
| 1978年                    | マルティーニ・レーシング・ポルシェシステム                | ピーター・グレッグ ラインホルト・ヨースト                                      | ポルシェ・936/77           | S +2.0                    | 362                       | 3位                       | 3位                       |
| 1980年                    | サン・システム ウィティントン・ブラザーズ・レーシング     | デール・ウィッティントン ドン・ウィッティントン                                | ポルシェ・935 K3           | IMSA                      | 151                       | DNF                       | DNF                       |
| 1981年                    | ポルシェシステム                                          | ヨッヘン・マス ヴァーン・シュパン                                              | ポルシェ・936              | S +2.0                    | 312                       | 12位                      | 2位                       |
| 1982年                    | ロスマンズ ポルシェ・システム                             | アル・ホルバート ユルゲン・バルト                                              | ポルシェ・956              | C                         | 340                       | 3位                       | 3位                       |
| 1983年                    | ロスマンズ ポルシェ・システム                             | ヴァーン・シュパン アル・ホルバート                                            | ポルシェ・956              | C                         | 370                       | 1位                       | 1位                       |
| 1985年                    | ジャガー グループ 44                                      | ジム・アダムス ブライアン・レッドマン                                          | ジャガー・XJR-5            | GTP                       | 151                       | DNF                       | DNF                       |
| 1986年                    | シルクカット・ジャガー トム・ウォーキンショー・レーシング | ジャンフランコ・ブランカテリ ウィン・パーシー                                  | ジャガー・XJR-6            | C1                        | 154                       | DNF                       | DNF                       |
| 1986年                    | シルクカット・ジャガー トム・ウォーキンショー・レーシング | ブライアン・レッドマン ハンス・ヘイヤー                                        | ジャガー・XJR-6            | C1                        | 53                        | DNF                       | DNF                       |
| 1987年                    | ヨースト・レーシング                                      | スタンレー・ディケンズ サレル・ヴァン・デル・メルヴェ フランク・イェリンスキー | ポルシェ・962C             | C1                        | 7                         | DNF                       | DNF                       |
| 1990年                    | チーム・シュパン オムロン・レーシング                     | ウェイン・テイラー リカルド・リデル                                            | ポルシェ・962C             | C1                        | 332                       | 12位                      | 12位                      |
| 1991年                    | チーム・サラミン・プリマガス チーム・シュパン             | ウェイン・テイラー ジェームス・ウィーバー                                      | ポルシェ・962C             | C2                        | 316                       | NC                        | NC                        |
| 1993年                    | ル・マン・ポルシェチーム                                  | ハンス＝ヨアヒム・スタック ヴァルター・ロール                                  | ポルシェ・911ターボS LM-GT | GT                        | 79                        | DNF                       | DNF                       |
| 1994年                    | ル・マン・ポルシェチーム                                  | ヤニック・ダルマス マウロ・バルディ                                            | ダウアー・962LM            | GT1                       | 344                       | 1位                       | 1位                       |

### デイトナ24時間レース
| デイトナ24時間レース 結果 | デイトナ24時間レース 結果                | デイトナ24時間レース 結果                                                       | デイトナ24時間レース 結果          | デイトナ24時間レース 結果 | デイトナ24時間レース 結果 | デイトナ24時間レース 結果 | デイトナ24時間レース 結果 |
| 年                        | チーム                                   | コ・ドライバー                                                                  | 使用車両                           | クラス                    | 周回                      | 順位                      | クラス 順位               |
| ------------------------- | ---------------------------------------- | ------------------------------------------------------------------------------- | ---------------------------------- | ------------------------- | ------------------------- | ------------------------- | ------------------------- |
| 1971年                    | ブルモス・ポルシェ・アウディ             | ピーター・グレッグ                                                              | ポルシェ・914/6                    | GT 2.5                    | 260                       | DNF                       | DNF                       |
| 1972年                    | ブルモス・ポルシェ・アウディ             | ピーター・グレッグ                                                              | ポルシェ・911S                     | GT 2.5                    | 166                       | 7位                       | 1位                       |
| 1973年                    | ブルモス・ポルシェ・アウディ             | ピーター・グレッグ                                                              | ポルシェ・911 カレラRSR            | S 3.0                     | 670                       | 1位                       | 1位                       |
| 1975年                    | ブルモス・ポルシェ・アウディ             | ピーター・グレッグ                                                              | ポルシェ・911 カレラRSR            | GTO                       | 684                       | 1位                       | 1位                       |
| 1976年                    | ブルモス・ポルシェ・アウディ             | ジム・バスビー                                                                  | ポルシェ・911 カレラRSR            | GTO                       | 530                       | 3位                       | 3位                       |
| 1977年                    | エクリ・エスカルゴ                       | ジョン・グレイブス デイブ・ヘルミック                                           | ポルシェ・911 カレラRSR            | GTO                       | 681                       | 1位                       | 1位                       |
| 1978年                    | ボブ・ヘイジスタッド                     | ボブ・ヘイジスタッド ドク・バンディ                                             | ポルシェ・935                      | GTX                       | 400                       | DNF                       | DNF                       |
| 1979年                    | インタースポーツ・レーシング             | テッド・フィールド ダニー・オンガイス                                           | ポルシェ・935/79                   | GTX                       | 684                       | 1位                       | 1位                       |
| 1980年                    | ブルモス・ポルシェ・アウディ             | ピーター・グレッグ ブルース・レベン                                             | ポルシェ・935/79                   | GTX                       | 584                       | 11位                      | 7位                       |
| 1981年                    | ベイサイド・ディスポ―サル・レーシング    | ユルゲン・バルト ブルース・レベン                                               | ポルシェ・935/80                   | GTX                       | 232                       | DNF                       | DNF                       |
| 1982年                    | ベイサイド・ディスポ―サル・レーシング    | ブルース・レベン アル・ホルバート                                               | ポルシェ・935/80                   | GTP                       | 598                       | 13位                      | 5位                       |
| 1983年                    | ベイサイド・ディスポ―サル・レーシング    | ブルース・レベン アル・ホルバート                                               | ポルシェ・935/80                   | GTP                       | 515                       | DNF                       | DNF                       |
| 1984年                    | ベイサイド・ディスポ―サル・レーシング    | ブルース・レベン クロード・バロ=レナ アル・ホルバート                           | ポルシェ・935/80                   | GTP                       | 604                       | 4位                       | 4位                       |
| 1985年                    | ジャガー・グループ44                     | ブライアン・レッドマン ボブ・トゥリウス                                         | ジャガー・XJR-5                    | GTP                       | 203                       | DNF                       | DNF                       |
| 1986年                    | ジャガー・グループ44                     | ブライアン・レッドマン ヴァーン・シュパン                                       | ジャガー・XJR-7                    | GTP                       | 430                       | DNF                       | DNF                       |
| 1987年                    | ジャガー・グループ44                     | ボブ・トゥリウス ジョン・モートン                                               | ジャガー・XJR-7                    | GTP                       | 216                       | DNF                       | DNF                       |
| 1988年                    | ジャガー・グループ44                     | ボブ・トゥリウス ホイットニー・ガンツ                                           | ジャガー・XJR-7                    | GTP                       | 122                       | DNF                       | DNF                       |
| 1990年                    | アルクラフト・シャピロ・モータースポーツ | ハンス＝ヨアヒム・スタック ハラルド・グロース レネ・ヘルツォーク                | ポルシェ・962                      | GTP                       | 704                       | 4位                       | 4位                       |
| 1991年                    | ヨースト・ポルシェ・レーシング           | ルイス・クラージェス フランク・イェリンスキー ボブ・ウォレク アンリ・ペスカロロ | ポルシェ・962C                     | GTP                       | 719                       | 1位                       | 1位                       |
| 1992年                    | チーム・0123                             | ローランド・ラッツェンバーガー エイエ・エリジュ スコット・ブレイトン            | ポルシェ・962                      | GTP                       | 749                       | 3位                       | 3位                       |
| 1993年                    | ヨースト・ポルシェ・レーシング           | チップ・ロビンソン アンリ・ペスカロロ ダニー・サリバン                          | ポルシェ・962C                     | GTP                       | 258                       | DNF                       | DNF                       |
| 1994年                    | ブルモス・ポルシェ                       | ヴァルター・ロール ハンス＝ヨアヒム・スタック ダニー・サリバン                  | ポルシェ・911ターボGT アメリカ     | LMGT1                     | 467                       | DNF                       | DNF                       |
| 1995年                    | ロール・コープ                           | デビット・マレー ベルント・マイレンダー ヨッヘン・ロール                        | ポルシェ・911 GT2                  | GTS-1                     | 655                       | 4位                       | 4位                       |
| 1996年                    | ロール・コープ                           | スコット・グッドイヤー ジョン・オースティン デビット・マレー                    | ポルシェ・911 GT2                  | GTS-1                     | 284                       | DNF                       | DNF                       |
| 1997年                    | ジム・マシューズ・レーシング             | ジム・マシューズ デビット・マレー ドク・バンディ                                | ポルシェ・993                      | GTS-3                     | 638                       | 10位                      | 2位                       |
| 1998年                    | コルッチ・マシューズ・レーシング         | ジム・マシューズ デビット・マレー ドク・バンディ                                | ライリー&スコット・Mk III-フォード | CA                        | 550                       | DNF                       | DNF                       |
| 1999年                    | DLWレーシング                            | ドン・ウィッティントン デール・ウィッティントン ダニー・サリバン                | ライリー&スコット・Mk III-フォード | CA                        | 590                       | 23位                      | 10位                      |
| 2000年                    | 74レンチ・リソート                       | ジョージ・ロビンソン ジャック・バルドウィン イルブ・ホエラー                    | ライリー&スコット・Mk III-シボレー | SR                        | 495                       | 35位                      | 6位                       |
| 2001年                    | チャンピオン・レーシング                 | ドルシー・シュレーダー ボブ・ウォレク サッシャ・マーセン                        | ローラ・B2k/10-ポルシェ            | SRP                       | 209                       | DNF                       | DNF                       |
| 2002年                    | チャンピオン・レーシング                 | アンディ・ウォレス ルーカス・ルーア サッシャ・マーセン                          | ローラ・B2k/10-ポルシェ            | SRP                       | 681                       | 4位                       | 3位                       |
| 2003年                    | ブルモス・レーシング                     | J・C・フランス スコット・グッドイヤー スコット・シャープ                        | ファブカー・FDSC/03-ポルシェ       | DP                        | 661                       | 5位                       | 2位                       |
| 2004年                    | ブルモス・レーシング                     | J・C・フランス スコット・シャープ トミー・リギンス                              | ファブカー・FDSC/03-ポルシェ       | DP                        | 343                       | DNF                       | DNF                       |
| 2005年                    | ブルモス・レーシング                     | J・C・フランス ティモ・ベルンハルト マイク・ロッケンフェラー ロマン・デュマ     | ファブカー・FDSC/03-ポルシェ       | DP                        | 432                       | DNF                       | DNF                       |
| 2006年                    | ブルモス・レーシング                     | J・C・フランス ジョアン・バルボーザ テッド・クリストファー                      | ファブカー・FDSC/03-ポルシェ       | DP                        | 559                       | DNF                       | DNF                       |
| 2007年                    | ブルモス・レーシング                     | J・C・フランス ジョアン・バルボーザ ロベルト・モレノ デイビッド・ダナヒュー     | ファブカー・FDSC/03-ポルシェ       | DP                        | 662                       | 4位                       | 4位                       |
| 2008年                    | ブルモス・レーシング                     | J・C・フランス ジョアン・バルボーザ テリー・ボーチェラー                        | ライリー・Mk.XI-ポルシェ           | DP                        | 622                       | 23位                      | 11位                      |
| 2009年                    | ブルモス・レーシング                     | J・C・フランス デイビッド・ダナヒュー ラファエル・マトス                        | ライリー・Mk.XI-ポルシェ           | DP                        | 735                       | 3位                       | 3位                       |
| 2010年                    | ブルモス・レーシング                     | デイビッド・ダナヒュー ダレン・ロー ブッチ・ライツィンガー ラファエル・マトス   | ライリー・Mk.XI-ポルシェ           | DP                        | 582                       | DNF                       | DNF                       |
| 2011年                    | ブルモス・レーシング                     | アンドリュー・デイヴィス レフ・キーン マルク・リープ                            | ポルシェ・911 GT3 Cup              | GT                        | 673                       | 17位                      | 5位                       |
| 2012年                    | ブルモス・レーシング                     | アンドリュー・デイヴィス レフ・キーン マルク・リープ                            | ポルシェ・911 GT3 Cup              | GT                        | 726                       | 13位                      | 3位                       |